# Flughafen Vitória da Conquista-Pedro Otacílio Figueiredo

i8
i11
i13
Der Flughafen Vitória da Conquista-Pedro Otacílio Figueiredo (portugiesisch: Aeroporto Pedro Otacílio Figueiredo; ICAO-Code: SBQV) war ein Flughafen nordöstlich 4 km  von Vitória da Conquista im brasilianischen Provinz Bahia.

## Flughafendaten
Der Flughafen hat  eine Asphaltpiste mit 1775 m Länge und 30 m Breite. Die Seehöhe beträgt 917 m. Die Fläche des Flughafens beträgt 616 ha.

## Geschichte
Im Jahr 1979 wurde der Flughafen Pedro Otacílio de Figueiredo eröffnet. Mit Eröffnung des Flughafens Vitória da Conquista-Glauber Rocha wurde der Flughafen am 23. Juli 2019 geschlossen.
Die Hauptziele, die vom Aeroporto Pedro Otacílio Figueiredo angeflogen wurden, waren der Flughafen São Paulo–Guarulhos, Belo Horizonte, Salvador und Brasília.
Der Flughafen wurde von 2008 bis 2019 von Socicam, einem privaten Flughafenbetreiber, verwaltet.

## Flugbetrieb
Im Jahr 2017 wurden 216.916 Passagiere befördert.
Die wichtigsten Fluggesellschaften für den Flughafen waren  Azul Linhas Aéreas, Gol Linhas Aéreas, LATAM Airlines und VoePass Linhas Aéreas/Passaredo.

## Zwischenfälle
- Am 30. Mai 1950 flogen die Piloten einer Douglas DC-3/C-47-DL der Aerovias Brasil (PP-AVZ) auf dem Flug von Vitória da Conquista nach Salvador da Bahia bei Ilhéus in eine Schlechtwetterzone mit Turbulenzen ein. In dieser kam es zum Kontrollverlust, wobei auch die strukturellen Belastungsgrenzen der Maschine überschritten wurden und diese auseinanderzubrechen begann und abstürzte. Bei dem Unfall wurden 13 von 15 Personen an Bord getötet, nur zwei Passagiere überlebten (siehe auch Flugunfall der Aerovias Brasil bei Ilhéus).[10]
- Am 6. März 1955 kollidierte eine Douglas DC-3A der brasilianischen REAL Transportes Aéreos (PP-YPZ) beim Durchstarten am Flughafen von Vitória da Conquista (Brasilien) mit einem Pfosten. Die Maschine stürzte ab und fing Feuer. Grund für das Durchstarten war ein Verriegelungsfehler des Fahrwerks. Von den 21 Insassen wurden 5 getötet, ein Besatzungsmitglied und 4 Passagiere.[11]
- Am 9. Oktober 1985 stürzte eine Embraer EMB-110C Bandeirante ( PT-GKA) bei einem Frachtflug kurz nach dem Start vom Flughafen ab. Die beiden Crewmitglieder wurden getötet.[12]